# Juan Ignacio Chela
Juan Ignacio Chela (* 30. srpna 1979, Ciudad Evita, Provincie Buenos Aires, Argentina) je bývalý profesionální tenista z Argentiny. Jeho nejsilnějším povrchem byl pomalý tvrdý kurt, ale jako většina argentinských hráčů byl spokojený na antuce.
Po skončení kariéry profesionálního tenisty působí jako trenér, jeho svěřencem je argentinský tenista Diego Schwartzman. 

## Kariéra
Chela byl v roce 2003 suspendován ATP na 3 měsíce a dostal pokutu 8 000 dolarů za užití metyltestosteronu během turnaje Masters v Cincinnati.
Na žebříčku ATP byl nejvýše ve dvouhře klasifikován v srpnu 2004 na 15. místě a ve čtyřhře pak v červnu 2011 na 32. místě.
Na Australian Open v roce 2005 se Chela dostal do konfliktu během prohraného zápasu ve třetím kole proti Lleytonovi Hewittovi, když se pokusil na Hewitta plivnout.
Jako hráč argentinského daviscupového týmu zvítězil ve dvouhře v deseti zápasech a pětkrát odešel poražen, nejdůležitější z jeho vítězství je to z dubna 2006, když zařídil Argentině třetí bod při porážce obhájců titulu z Chorvatska ve čtvrtfinále.
V květnu 2007 se ocitl ve čtvrtfinále svého 6. různého turnaje Masters, v Římě, mimo jiné jde o jeho nejlepší vystoupení v Římě, když vyhrál nad Marcem Gicquelem, Igorem Andrejevem a nad světovou trojkou Andy Roddickem. Poslední ze jmenovaných je Chelovým nejlepším vítězstvím od té doby, co v květnu 2000 porazil na turnaji na Mallorce ve 2. kole světovou trojku Jevgenije Kafelnikova.
Jeho trenérem a kondičním trenérem (a také blízkým přítelem) byl Fernando Aguirre.

## Finálové účasti na turnajích ATP (14)

### Dvouhra – výhry (6)
| Legenda                                                       |
| ATP International Series Gold / ATP World Tour 500 Series (2) |
| ATP International Series / ATP World Tour 250 Series (3)      |

| Č. | Datum             | Turnaj                  | Povrch | Soupeř ve finále | Výsledek         |
| 1. | 27. únor 2000     | Mexico City, Mexiko     | antuka | Mariano Puerta   | 6-4, 7-6(4)      |
| 2. | 21. červenec 2002 | Amersfoort, Nizozemsko  | antuka | Albert Costa     | 6-1, 7-6(4)      |
| 3. | 18. duben 2004    | Estoril, Portugalsko    | antuka | Marat Safin      | 6-7(2), 6-3, 6-3 |
| 4. | 4. březen 2007    | Acapulco, Mexiko        | antuka | Carlos Moyà      | 6-3, 7-6(2)      |
| 5. | 11. duben 2010    | Houston, USA            | antuka | Sam Querrey      | 5-7, 6-4, 6-3    |
| 6. | září 2010         | Romanian Open, Rumunsko | antuka | Pablo Andújar    | 7–5, 6–1         |

### Dvouhra – prohry (6)
| Legenda                                                       |
| ATP International Series Gold / ATP World Tour 500 Series (2) |
| ATP International Series / ATP World Tour 250 Series (3)      |

| Č. | Datum             | Turnaj                    | Povrch | Vítěz               | Výsledek        |
| 1. | 4. únor 2001      | Bogotá, Kolumbie          | antuka | Fernando Vicente    | 6-4, 7-66       |
| 2. | 13. leden 2002    | Sydney, Austrálie         | tvrdý  | Roger Federer       | 3-6 3-6         |
| 3. | 25. srpen 2002    | Long Island, USA          | tvrdý  | Paradorn Srichaphan | 5-7, 6-2, 6-2   |
| 4. | 5. březen 2006    | Acapulco, Mexiko          | antuka | Luis Horna          | 7-65, 6-4       |
| 5. | 30. červenec 2006 | Kitzbühel, Rakousko       | antuka | Agustín Calleri     | 7-611, 6-2, 6-3 |
| 6. | únor 2011         | Argentina Open, Argentina | antuka | Nicolás Almagro     | 3–6, 6–3, 4–6   |

### Čtyřhra – výhry (3)
| Legenda                                                  |
| ATP International Series / ATP World Tour 250 Series (2) |

| Č. | Datum          | Turnaj                  | Povrch | Partner       | Soupeři ve finále                  | Výsledek          |
| 1. | 15. únor 2004  | Viña del Mar, Chile     | antuka | Gastón Gaudio | Nicolás Lapentti Martín Rodríguez  | 7-62, 7-63        |
| 2. | 18. duben 2004 | Estoril, Portugalsko    | antuka | Gastón Gaudio | František Čermák Leoš Friedl       | 6-2, 6-1          |
| 3. | září 2010      | Romanian Open, Rumunsko | antuka | Łukasz Kubot  | Marcel Granollers Santiago Ventura | 6–2, 5–7, [13–11] |

### Čtyřhra – prohry (3)
| Legenda                                                       |
| ATP International Series Gold / ATP World Tour 500 Series (1) |
| ATP International Series / ATP World Tour 250 Series (1)      |

| Č. | Datum          | Turnaj               | Povrch | Partner       | Vítězové                     | Výsledek |
| 1. | 7. březen 2004 | Acapulco, Mexiko     | antuka | Nicolás Massú | Bob Bryan Mike Bryan         | 6-2, 6-3 |
| 2. | 1. květen 2005 | Estoril, Portugalsko | antuka | Tommy Robredo | František Čermák Leoš Friedl | 6-3, 6-4 |
| 3. | duben 2011     | Monte Carlo, Monako  | antuka | Bruno Soares  | Bob Bryan Mike Bryan         | 6–3, 6–2 |

## Davisův pohár
Juan Ignacio Chela se zúčastnil 14 zápasů v Davisově poháru za tým Argentiny s bilancí 10–5 ve dvouhře a 2–1 ve čtyřhře.

## Výkony v singlu
Aby se zabránilo nepořádku a dvojímu počítání, jsou informace v této tabulce aktualizovány pouze po turnaji nebo po skončení účasti hráče na turnaji. Ve statistice jsou i zápasy Davis Cupu. Tato tabulka je aktuální k 23. lednu 2010 po turnaji Australian Open.
| Turnaj                        | 2000 | 2001 | 2002 | 2003 | 2004 | 2005 | 2006 | 2007 | 2008 | 2009 | 2010 | vítězství-porážka |
| ----------------------------- | ---- | ---- | ---- | ---- | ---- | ---- | ---- | ---- | ---- | ---- | ---- | ----------------- |
| Australian Open               | A    | 3K   | 2K   | 2K   | 2K   | 3K   | 4K   | 3K   | 1K   | A    | 1K   | 12–9              |
| French Open                   | 2K   | A    | 1K   | 3K   | ČF   | 2K   | 1K   | 2K   | 2K   | 1K   |      | 10–9              |
| Wimbledon                     | 1K   | A    | 1K   | 2K   | 2K   | A    | 1K   | 2K   | A    | A    |      | 3–6               |
| US Open                       | 1K   | A    | 4K   | 3K   | 1K   | 1K   | 1K   | ČF   | A    | 2K   |      | 10–8              |
| Grand Slam Vítězství-Porážka1 | 1–3  | 2–1  | 4–4  | 6–4  | 6–4  | 3–3  | 3–4  | 8–4  | 1–2  | 1–2  | 0–1  | 35–32             |
| Indian Wells Masters          | A    | 1K   | 3K   | 2K   | ČF   | 3K   | 2K   | ČF   | 3K   | 1K   | 1K   | 11–10             |
| Miami Masters                 | A    | 1K   | ČF   | 3K   | 3K   | 3K   | 4K   | ČF   | 2K   | 1K   | 2K   | 13–10             |
| Monte Carlo Masters           | 3K   | A    | 3K   | ČF   | 3K   | 1K   | 2K   | 2K   | 1K   | 2K   |      | 12–9              |
| Rome Masters                  | 1K   | A    | 2K   | 2K   | 1K   | 2K   | 1K   | ČF   | 1K   | 1K   |      | 6–9               |
| Madrid Masters                | A    | A    | 1K   | ČF   | 2K   | 2K   | 2K   | 2K   | A    | 1K   |      | 5–7               |
| Canada Masters                | 1K   | A    | 1K   | 2K   | 3K   | 1K   | 1K   | 1K   | A    | A    |      | 3–7               |
| Cincinnati Masters            | 1K   | A    | 1K   | 3K   | 3K   | 3K   | 3K   | 2K   | A    | A    |      | 9–7               |
| Paris Masters                 | A    | A    | 1K   | 1K   | 1K   | A    | 2K   | 2K   | A    | A    |      | 1–5               |
| Hamburg Masters               | A    | A    | 3K   | 1K   | 1K   | ČF   | 1K   | 2K   | 2K   | N    | N    | 7–7               |
| Turnaj mistrů                 | A    | A    | A    | A    | A    | A    | A    | A    | A    | A    |      | 0–0               |
| Počet titulů                  | 1    | 0    | 1    | 0    | 1    | 0    | 0    | 1    | 0    | 0    | 1    | 5                 |
| Pořadí na konci roku          | 63.  | 71.  | 23.  | 38.  | 26.  | 40.  | 33.  | 20.  | 143. | 73.  |      | N/A               |

A = neúčastnil se turnaje.

1. Celkový počet vítězství neobsahuje postupná vítězství v turnajích.